# Trixagus sericeus
Trixagus sericeus is een keversoort uit de familie dwergkniptorren (Throscidae). De wetenschappelijke naam van de soort werd in 1868 gepubliceerd door John Lawrence LeConte.